# Tučapy (districtul Tábor)
Tučapy este o comună și un sat din districtul Tábor din regiunea Boemia de Sud a Republicii Cehe. Are aproximativ 810 de locuitori. Pârâul Černovický⁠(d), un afluent al râului Lužnice⁠(d), curge prin comună.

## Părți administrative
Satele Brandlín și Dvorce sunt părți administrative ale comunei Tučapy.

## Etimologie
Numele este derivat din cuvintele cehe tu („aici”) și čapat („a prinde”). Numele se referea la un sat de oameni care au prins ceva aici. 

## Geografie
Tučapy este situat la aproximativ 16 kilometri (10 mi) sud-est de orașul Tábor și 41 kilometri (25 mi) nord-est de orașul České Budějovice. Se află pe Muntele Křemešník. Cel mai înalt punct se află la 524 metri (1.719 ft) deasupra nivelului mării. Pârâul Černovický curge prin municipiu. Teritoriul comunal este foarte bogat în iazuri.

## Istorie
Prima mențiune scrisă despre Tučapy apare într-un document scris între 1344 și 1350. 
Tučapy a avut o comunitate evreiască semnificativă. În secolul al XIX-lea, a fost una dintre cele mai mari comunități evreiești din regiune, unde evreii reprezentau o treime din populație. 

## Transport
Nu există căi ferate sau drumuri majore care să treacă prin comună.

## Obiective turistice

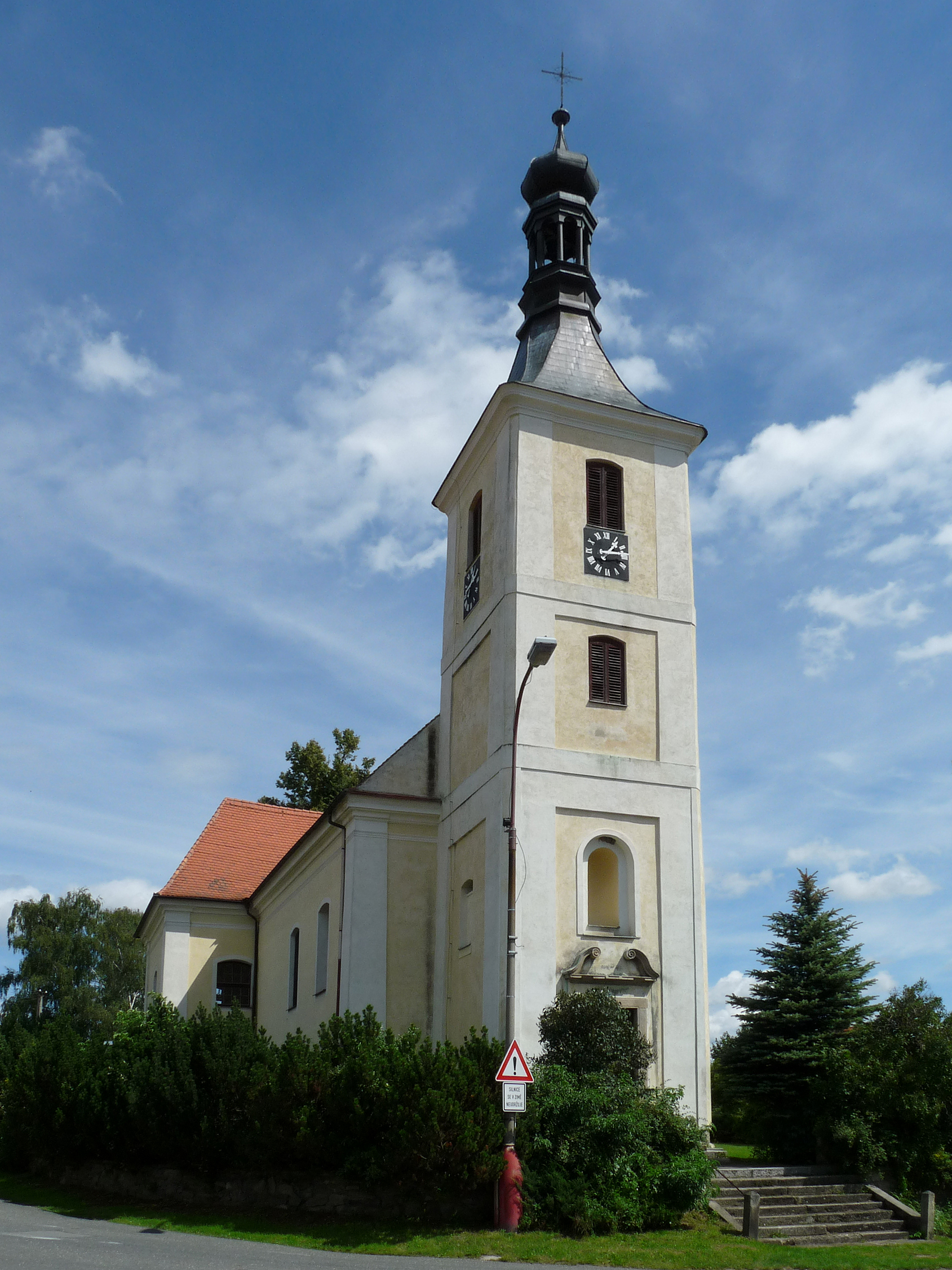
Biserica „Sfântul Iacob cel Mare”

Principalul obiectiv turistic al orașului Tučapy este Biserica „Sfântul Iacob cel Mare”. O biserică parohială din Tučapy a fost menționată pentru prima dată în secolul al XIV-lea. Actuala clădire datează din 1724. 
Există mai multe monumente legate de comunitatea evreiască. Aceste monumente includ fosta școală evreiască, o sinagogă și un cimitir. Cimitirul are o suprafață de 2.356 m2 (25.360 sq ft), iar cele mai vechi morminte care au supraviețuit datează din 1737. 

## Personalități născute aici
- Karel Ančerl (1908 – 1973), dirijor, compozitor.